# Protoginella
Protoginella is een geslacht van weekdieren uit de klasse van de Gastropoda (slakken).

## Soorten
- Protoginella bellensis (Beu, 1970) †
- Protoginella bembix Maxwell, 1988 †
- Protoginella caledonica Boyer, 2001
- Protoginella cenodoxa Maxwell, 1992 †
- Protoginella conica (Harris, 1897) †
- Protoginella laseroni Boyer, 2001
- Protoginella lavigata (Brazier, 1877)
- Protoginella maestratii Boyer, 2002
- Protoginella opoitia (Marwick, 1965) †
- Protoginella praeterea Laseron, 1957
- Protoginella reborai Cossignani, 2011
- Protoginella turbiniformis (Bavay, 1917)
- Protoginella whitecliffensis (Marwick, 1931) †